# Carbonilare
Carbonilarea (sau sinteza oxo) este o reacție chimică în urma căreia are loc introducerea unei molecule de monoxid de carbon în molecula unui compus organic sau anorganic. Din moment ce monoxidul de carbon reacționează relativ ușor și este un compus răspândit, este adesea utilizat ca reactant în industria chimică.

## Carbonilarea organică
Câțiva compuși organici folositori sunt produși la nivel industrial în urma reacțiilor de carbonilare, care sunt adesea reacții înalt selective. Se obțin pe această cale compuși carbonilici organici, adică acei compuși care conțin în molecula lor o grupă funcțională carbonil (C=O), precum aldehide, acizi carboxilici și esteri. Principalele tipuri de reacții de carbonilare sunt hidroformilarea și reacțiile Reppe.

### Hidroformilare
Hidroformilarea presupune adiția de monoxid de carbon și de hidrogen gazos la un compus organic nesaturat, de obicei la o alchenă. Produșii de reacție sunt de obicei aldehide:
RCH=CH2  +  H2  +  CO  →   RCH2CH2CHO
Această reacție necesită utilizarea unor catalizatori metalici care vor lega CO, H2 și alchena, ceea ce va permite celor trei substraturi să se combine favorabil în sfera sa de coordinare.
Reacția se poate aplica și alchinelor: prin hidroformilarea acetilenei (etinei) se obține acid acrilic:

### Decarbonilare
Mulți compuși carbonilici organici dau reacții de decarbonilare. O trasnformare obișnuită presupune conversia aldehidelor la alcani, o reacție care este adesea catalizată de complecși metalici:
RCHO   →   RH  + CO

## Carbonilarea anorganică
Carbonilii metalici (compușii carbonilici anorganici) sunt obținuți prin reacții de carbonilare ale metalelor tranziționale. Fierul și nichelul pulbere reacționează ușor cu CO, cu obținerea carbonililor respectivi, Fe(CO)5 și Ni(CO)4. Restul metalelor formează mai greu carbonili, indirect, prin intermediul oxizilor sau halogenurilor corespunzătoare. Carbonilii metalici sunt utilizați pe post de catalizator în reacțiile de hidroformilare și în procesele Reppe.